# Forêt de la Sprée
Pour les articles homonymes, voir Spreewald (homonymie).
La forêt de la Sprée ou forêt de la Spree, (Spreewald en allemand, /ˌˈʃpʁeːˌvalt/ ? Écouter [Fiche]; Błota en bas-sorabe) est une vaste zone forestière humide autour de la rivière Spree et ses bras secondaires (plus de trois cents), située à une centaine de kilomètres au sud-est de Berlin en Allemagne. La forêt a été désignée en 1991 par l'UNESCO comme une réserve de biosphère de 47 509 ha.
Cet espace est composé de marais et de plus de 200 petits canaux navigables (appelés « Fließe ») d'une longueur totale de 1300 kilomètres. Autrefois, le transport des marchandises et des personnes s'effectuait sur ces canaux, mais aujourd'hui seule la distribution du courrier par la Poste allemande à Lübbenau se fait toujours de cette façon.
Le paysage a été formé pendant la période glaciaire. Les forêts d'aulnes et de pins ont poussé sur ces terres sablonneuses. Des pâturages et des champs composent également ce paysage d'eau.
En 1998, on comptabilisait environ 50 000 personnes vivant sur ce territoire protégé. Beaucoup d'entre elles sont des descendants de Serbes venus au Moyen Âge s'installer dans cette région de Lusace et dont les Wendes et les Sorabes parlent toujours une langue slave : le sorabe. Les habitants ont également gardé leurs traditions.
La région vit du tourisme qui se développe avec les promenades en barques sur les nombreux canaux de la forêt. Elle est également le lieu de production des cornichons du Spreewald (Spreewaldgurken) qui bénéficient d'une Indication géographique protégée depuis 1999.  

## Géographie

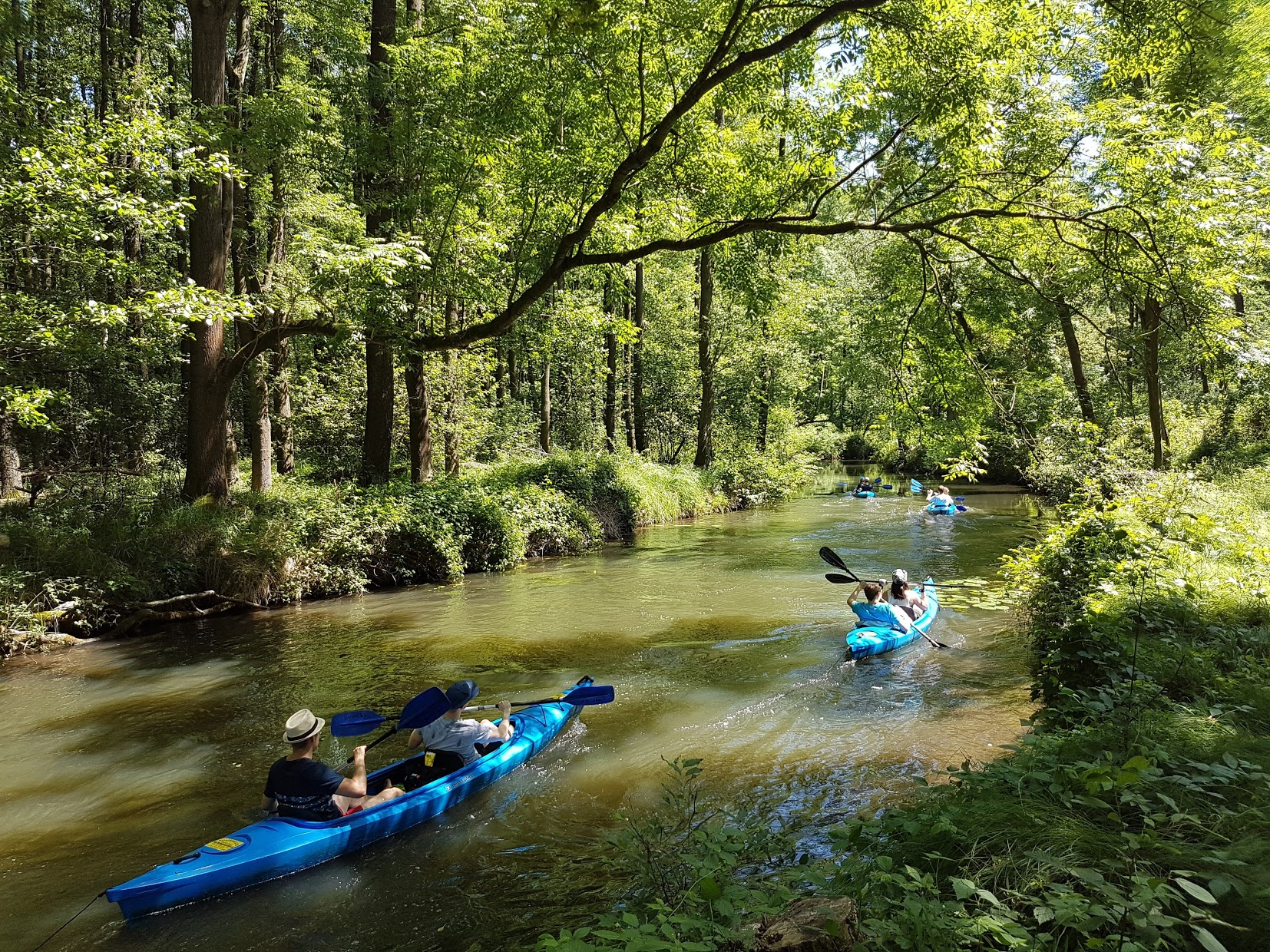
Des kayaks sur les canaux dans la forêt aux alentours de Burg.

La réserve s'étend sur 474,85 km2 dont 177,4 km2 (37,5 %) de prairie, 130,2 km2 (27,4 %) de forêt, 115,57 km2 (24,3 %) de champs cultivés, 13,86 km 2 (2,9 %) de plans d'eau.
Elle se situe dans les arrondissements de Dahme-Forêt-de-Spree, de Haute-Forêt-de-Spree-Lusace et de Spree-Neisse dans le Land de Brandebourg. Elle comptait environ 50 000 habitants en 1990 (105 hab/km2). Il y a sur la réserve deux villes, Lübben et Lübbenau, ainsi que 37 villages dont Alt Zauche-Wußwerk, Babow (commune de Kolkwitz), Burg, Byhleguhre-Byhlen, Neu Zauche, Raddusch, Straupitz, Schlepzig et Vetschau.
Le centre et le sud de la forêt à partir de Lübben, la Haute-forêt, s'inscrit dans le paysage du chenal proglaciaire de Baruth résultant de la fonte des glaces de l'inlandsis vistulien qui s'étend dans un axe ouest-nord-ouest à est-sud-est. Le nord de la forêt borde la lande de Lieberose.
Au centre de la réserve court le fleuve Sprée, qui lui donne son nom. Depuis la période post-glaciaire, la Sprée s'est séparée dans la zone sud de la réserve en une multitude de méandres qui en font un cours d'eau en tresses.

## Histoire

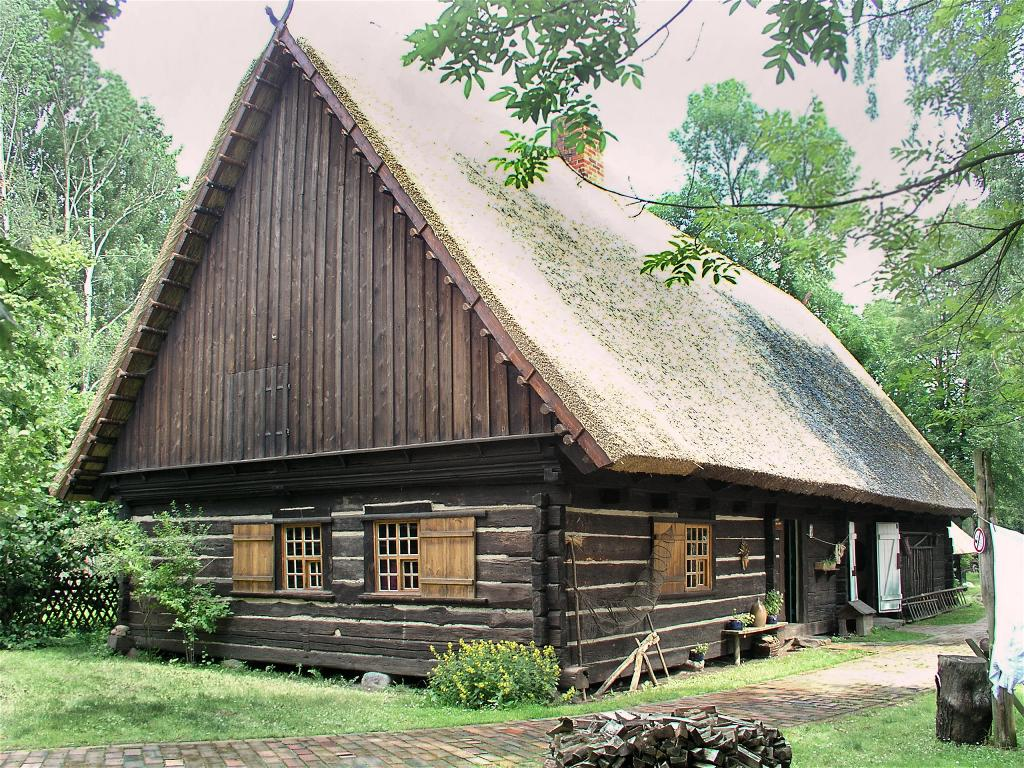
Une maison traditionnelle au village reconstitué de Lehde.

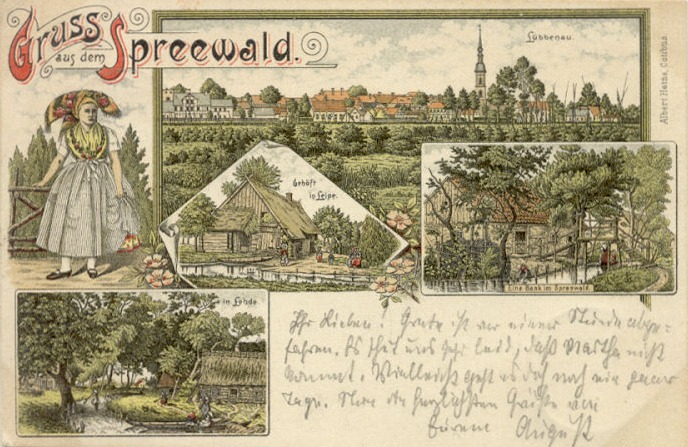
Carte postale de 1898.

Quand il y a environ 10 000 ans le climat s'est réchauffé après la fin de la glaciation vistulienne, un delta intérieur s'est établi sur le territoire de la forêt actuelle du fait de sa faible déclivité. Puisque le terrain était régulièrement inondé, la fossilisation de débris végétaux comme les feuilles mortes a produit des sols typiques de marais et de tourbières. 
Les réseaux racinaires des arbres ont freiné la force érosive des principaux courants d'eau qui ont formé leur lit sur des sols plus fermes. Les premiers travaux de défrichement et d'aménagement par des peuplements humains se sont produits à l'âge de bronze final, soit environ 14.000 ans av. J.-C. Une période de sécheresse qui a profondément asséché les sols a permis d'étendre les terres cultivées.
Peu de temps avant notre ère, les peuplements sur ce territoire se raréfient pour des raisons indéterminées. Les régions débroussaillées retournent à l'état sauvage et un phénomène de reboisement naturel a lieu. Ce n'est qu'à l'occasion de la colonisation germanique au XIe siècle qu'une agriculture plus intensive sera menée, accompagnée de déboisement de grande ampleur. Entre le XIIe et XIIIe siècles, les premiers moulins apparaissent, ce qui entraîne l'excédent d'eau à transformer la terre de fond en marécages. Ils ont été plutôt construits à l'orée de la forêt où l'altitude plus élevée les éloignait des nappes phréatiques.
Au XVIIIe siècle se sont formés les lieux-dits Burg-Kauper et Burg-Kolonie (qui font aujourd'hui partie de la commune de Burg). Les habitants ont construit de nombreux canaux pour assécher plus avant les terrains environnants afin de les rendre cultivables. Entre 1933 et 1938, les terrains périphériques du nord et du sud de la forêt sont asséchés grâce à des digues pour permettre leur exploitation agricole. La forêt a aussi beaucoup été aménagée pendant la RDA, où des techniques d'amélioration des sols ont été appliquées pour en maximiser le rendement. 
La réserve de biosphère est fondée le 1er octobre 1990 et elle est reconnue par l'UNESCO le 11 avril 1991.
En 2014, le Gewässerrandstreifenprojekt a pour objectif de stabiliser l'équilibre hydrique de la région.

## Faune
Il a été répertorié environ 18 000 espèces végétales et animales dans la réserve, dont 830 papillons, 113 espèces de coquillages et de limaces et 30 amphibiens et reptiles.
On a également relevé 48 espèces de libellules, 45 mammifères et 138 oiseaux nicheurs. La diversité des espèces doit beaucoup aux multiples biotopes que compte la réserve. Dans le milieu forestier, on compte par exemple des cigognes noires, des grues ou des pygargues. Dans les champs, les prés, les sauçaies ou les vergers, on rencontre des bécassines des marais ou des courlis cendrés, ou encore des huppes fasciées qui se nichent dans les arbres morts et des cigognes blanches.

## Pollution

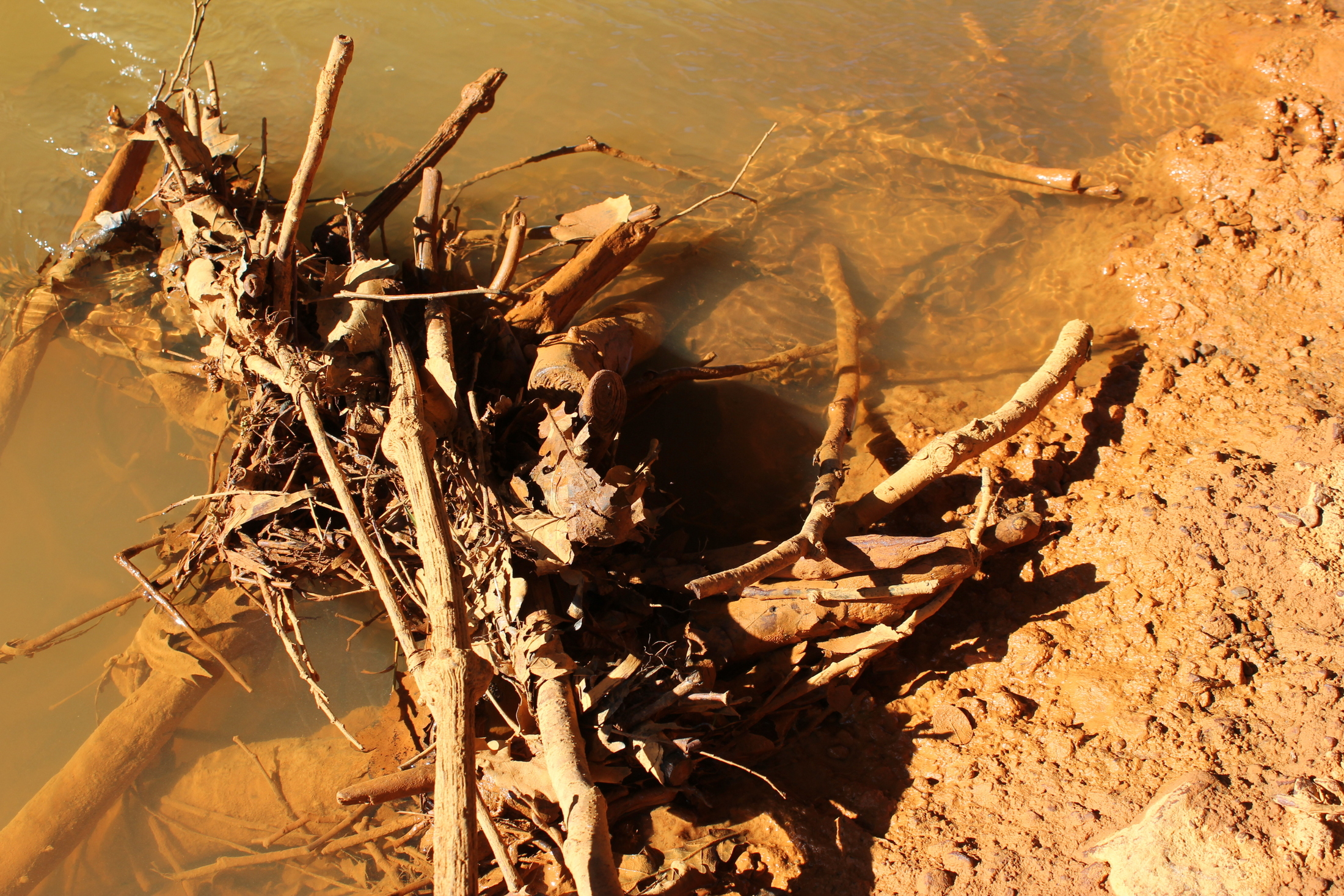
De l'ocre ferreux sur les rives de la Sprée à Spremberg.

C'est avant tout les substances polluantes issues du bassin minier de Lusace situé au sud qui posent des problèmes environnementaux dans la forêt. C'est le lessivage d'oxyhydroxyde de fer(III) depuis les mines dans la Sprée ou d'autres rivières qui empoisonne progressivement la flore et la faune. Il y a également des taux très élevés de sulfate. Une des rivières les plus touchées est la Wudritz, considérée comme morte.

## Climat
La forêt de la Sprée, tout comme le reste du Brandebourg est une zone de transition entre le climat océanique de l'Europe occidentale et le climat continental de l'Europe orientale. Mais au contraire des autres régions brandebourgeoises plus élevées, la forêt de la Sprée est soumise au gel l'hiver en raison des conditions atmosphériques qui forment une strate d'air froid au niveau du sol.
Le mois le plus froid est janvier avec une température de —0,7 °C et le mois le plus chaud est juillet avec 18,2 °C (moyenne mesurée sur la période 1901-1950). La température moyenne annuelle est de 8,5 °C. Les précipitations annuelles sont souvent en dessous de 550 mm (Station Groß Lubolz 521 mm; 1891–1930) avec une tendance aux étés pluvieux et aux hivers et printemps secs.

## Tourisme
La réserve forestière est une des destinations les plus connues et les plus courues du Brandebourg. Les promenades en barque, en canot ou en canoë-kayak sur les nombreux canaux sont les moyens de transport les plus courants pour visiter les lieux. Il existe également de nombreuses pistes cyclables ainsi que des chemins de randonnée jalonnés de tours d'observation d'où l'on peut parfois apercevoir des animaux rares.
Il existe des offices du tourisme à Burg, Lübbenau et Schlepzig. Des lieux très fréquentés sont le château de Lübben, le musée forestier (Spreewaldmuseum) à Lübbenau ou le village reconstitué de Lehde (Freilandmuseum Lehde) pour découvrir la vie quotidienne des agriculteurs d'antan. Le costume traditionnel de la forêt de la Spree y est présenté.

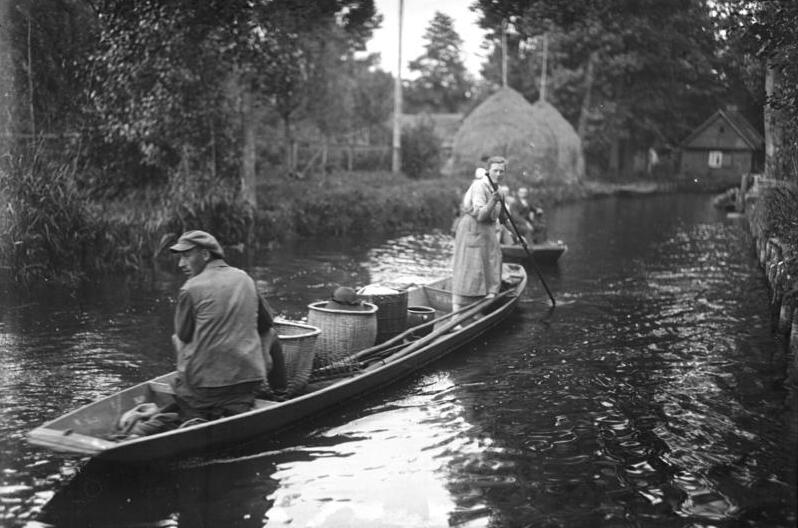
Transport de marchandises en canot dans la forêt en 1930
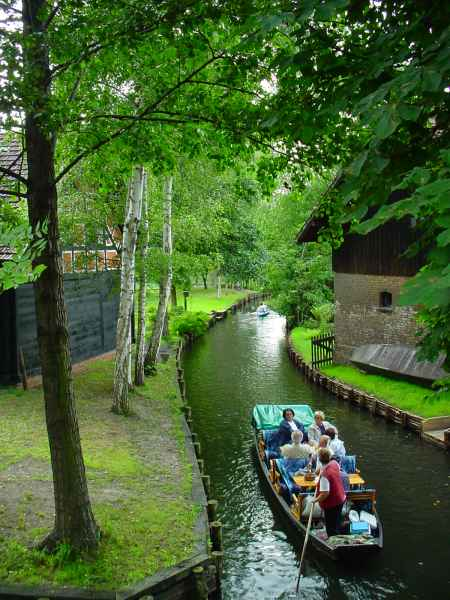
Promenade en barque à travers la forêt
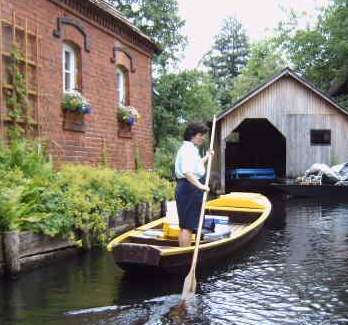
Distribution du courrier par voie fluviale
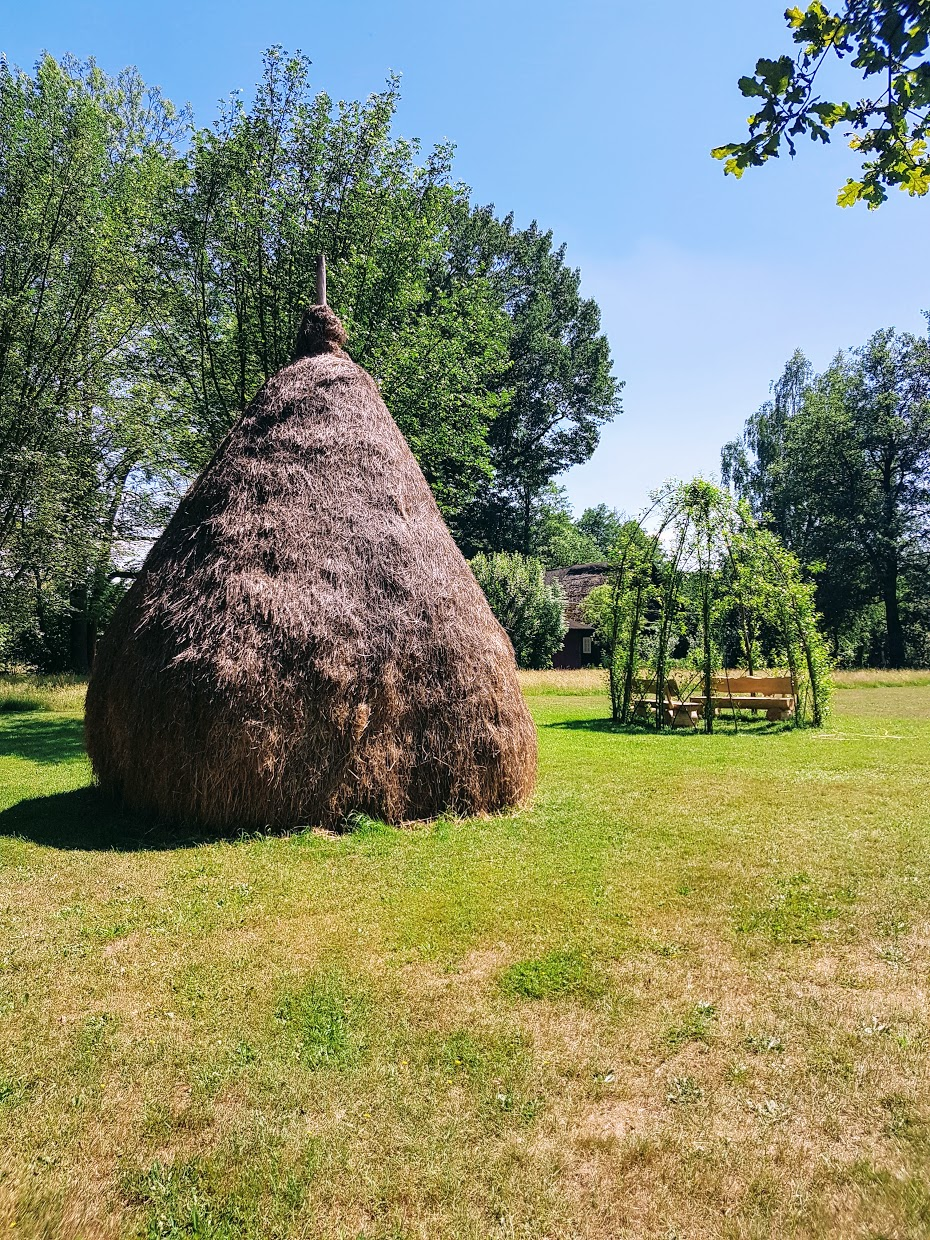
Une meule de foin, appelée localement Stog
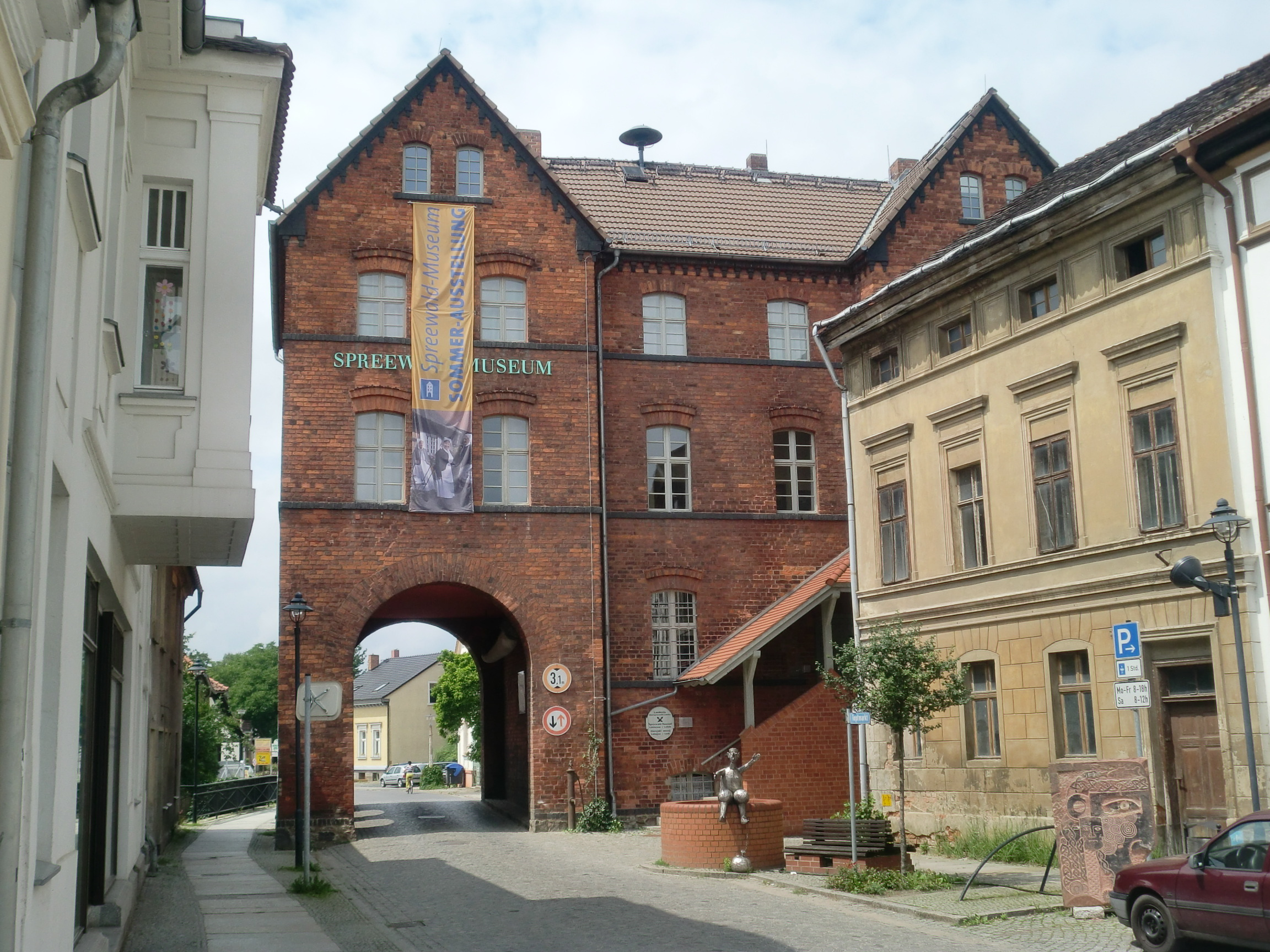
La porterie du musée forestier à Lübbenau

## Culture

### Œuvres

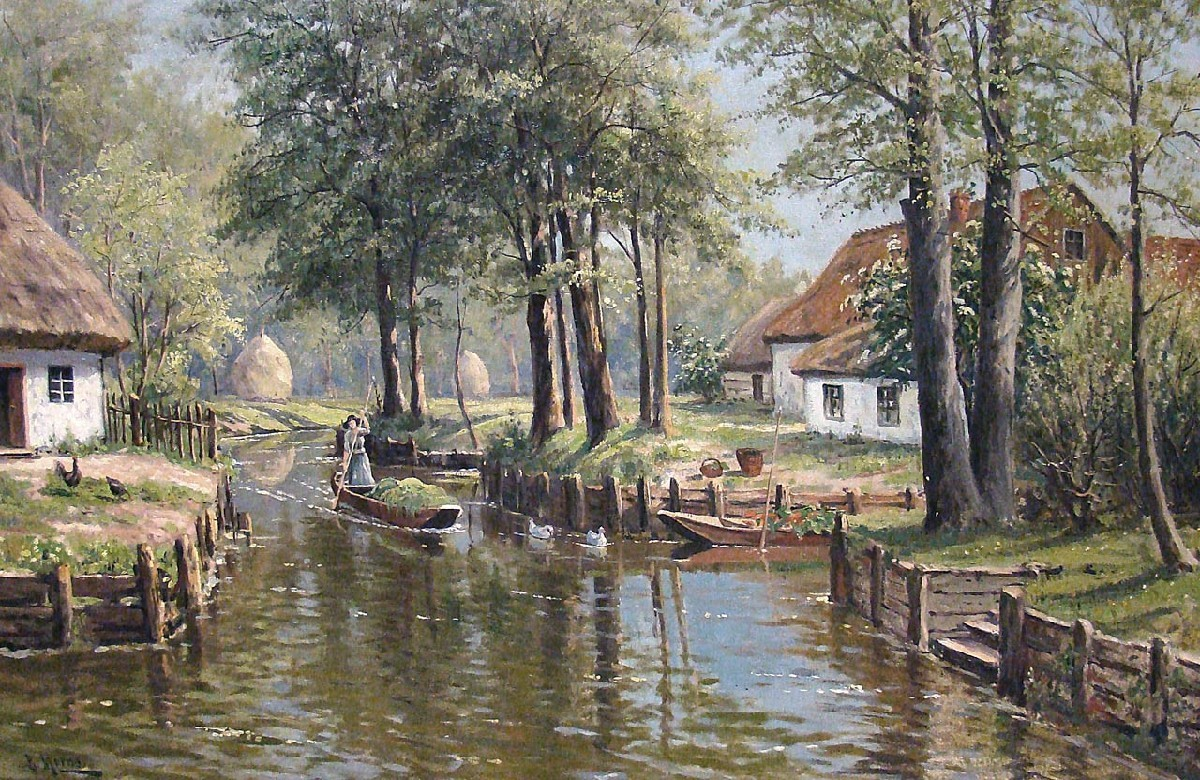
Bruno Moras, Blick in den Spreewald, sans date
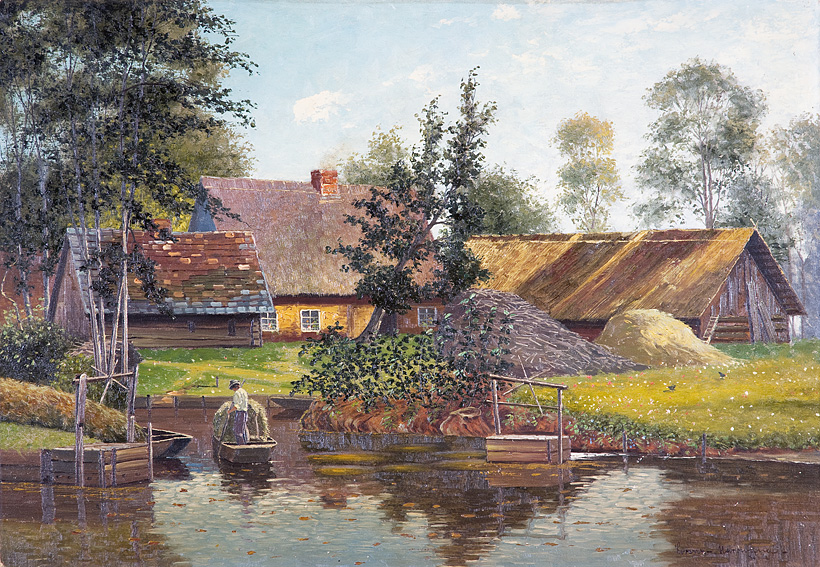
Ernst Hugo Lorenz-Murowana (de), Im Spreewald bei Lehde, sans date
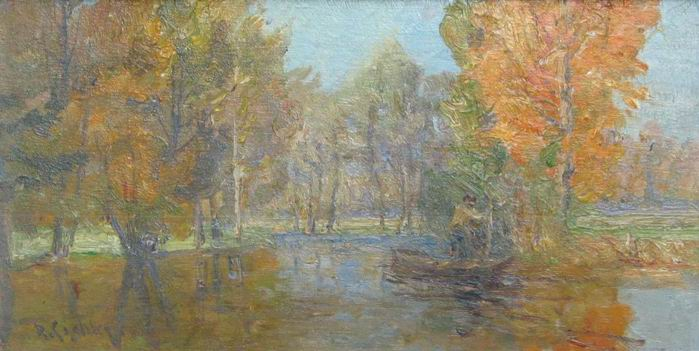
Richard Eschke, Spreewald, vers 1899
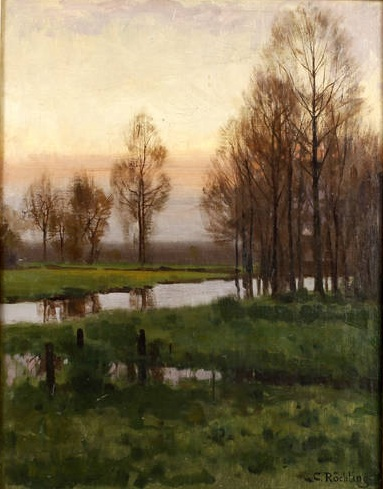
Carl Röchling, Sonnenuntergang bei Leipeschen Spree, vers 1900
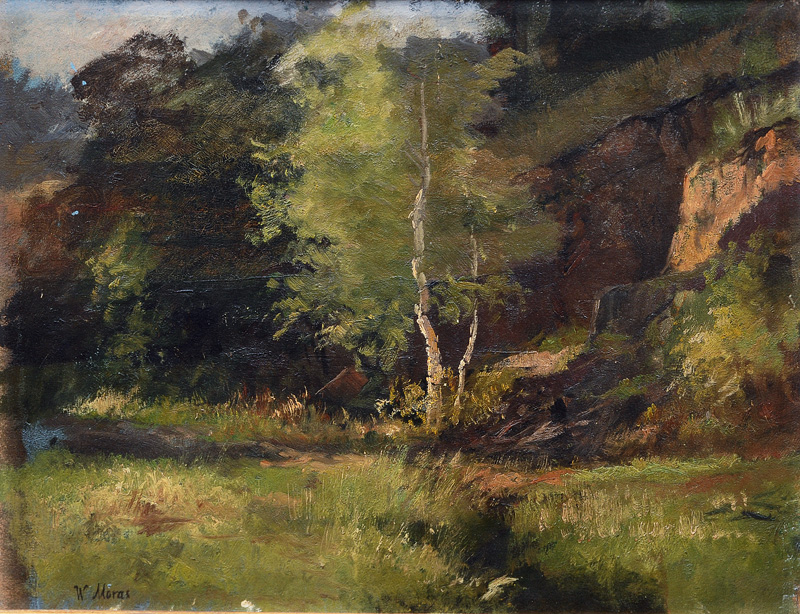
Walter Moras, Im Spreewald, vers 1900
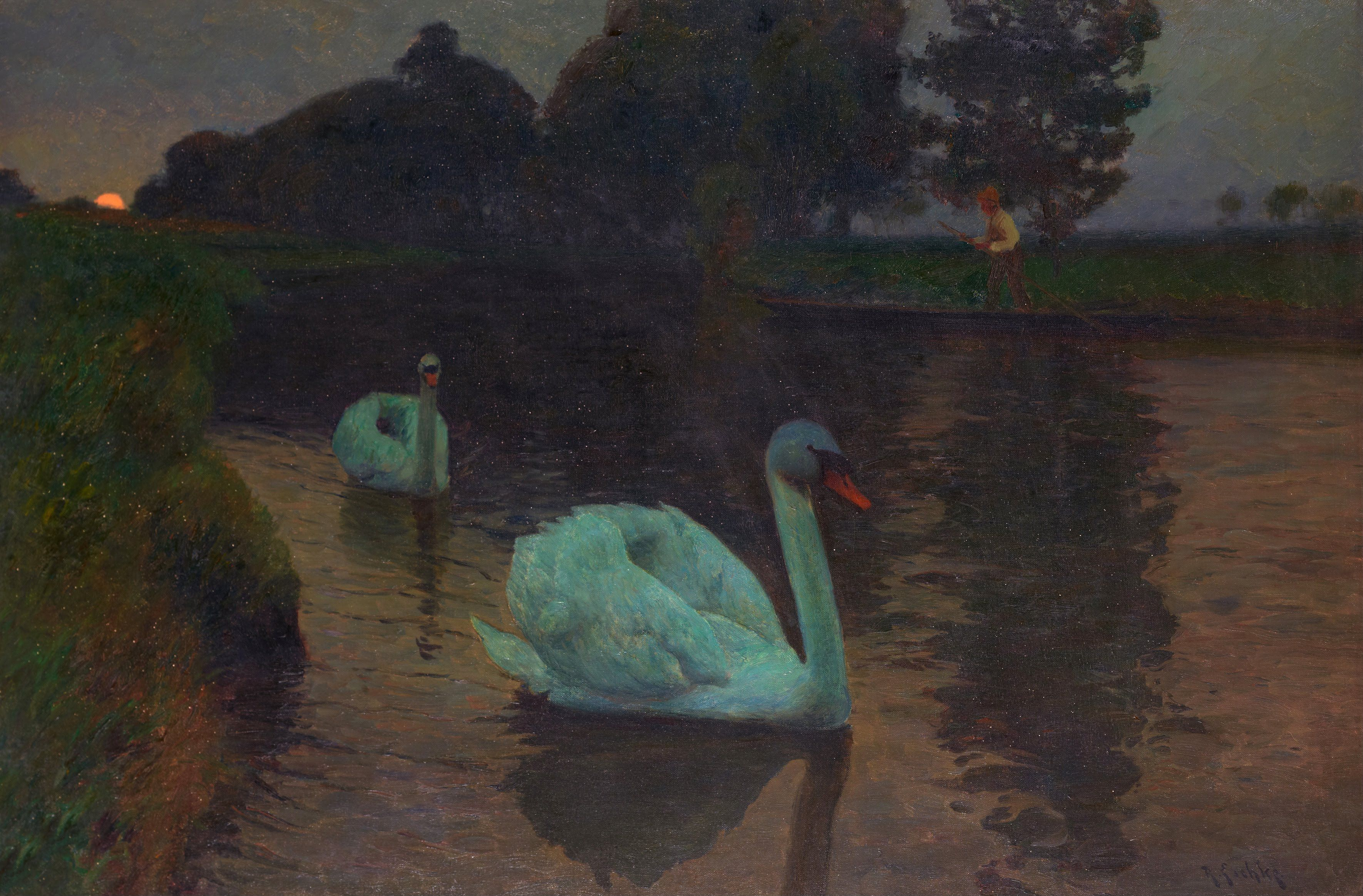
Richard Eschke, Mondaufgang, 1905, Alte Nationalgalerie
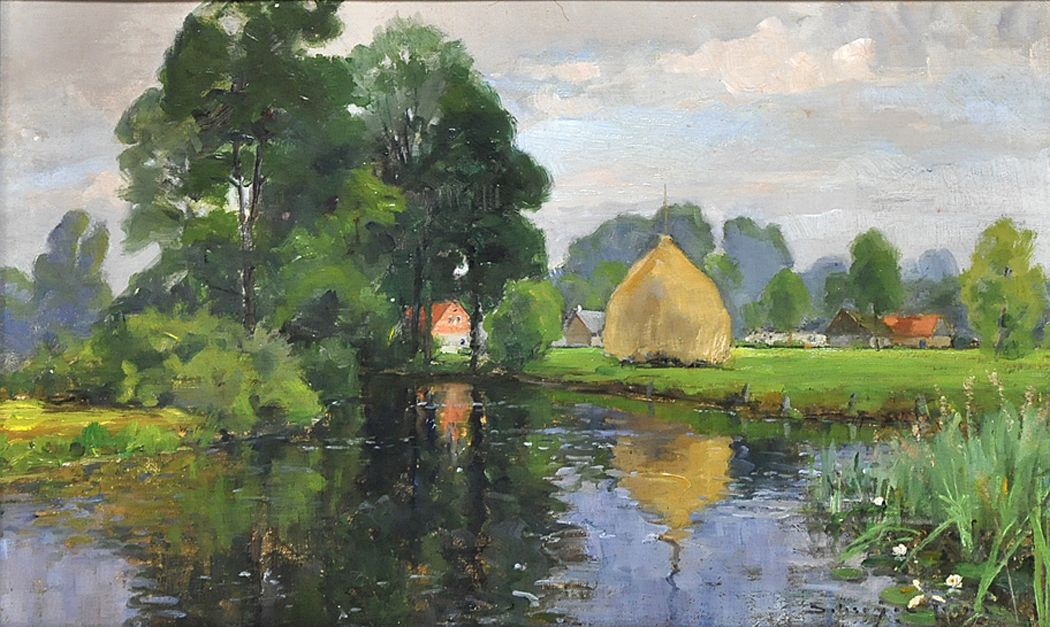
Franz Oskar Bernhard Schreyer, Sommertag im Spreewald, 1915
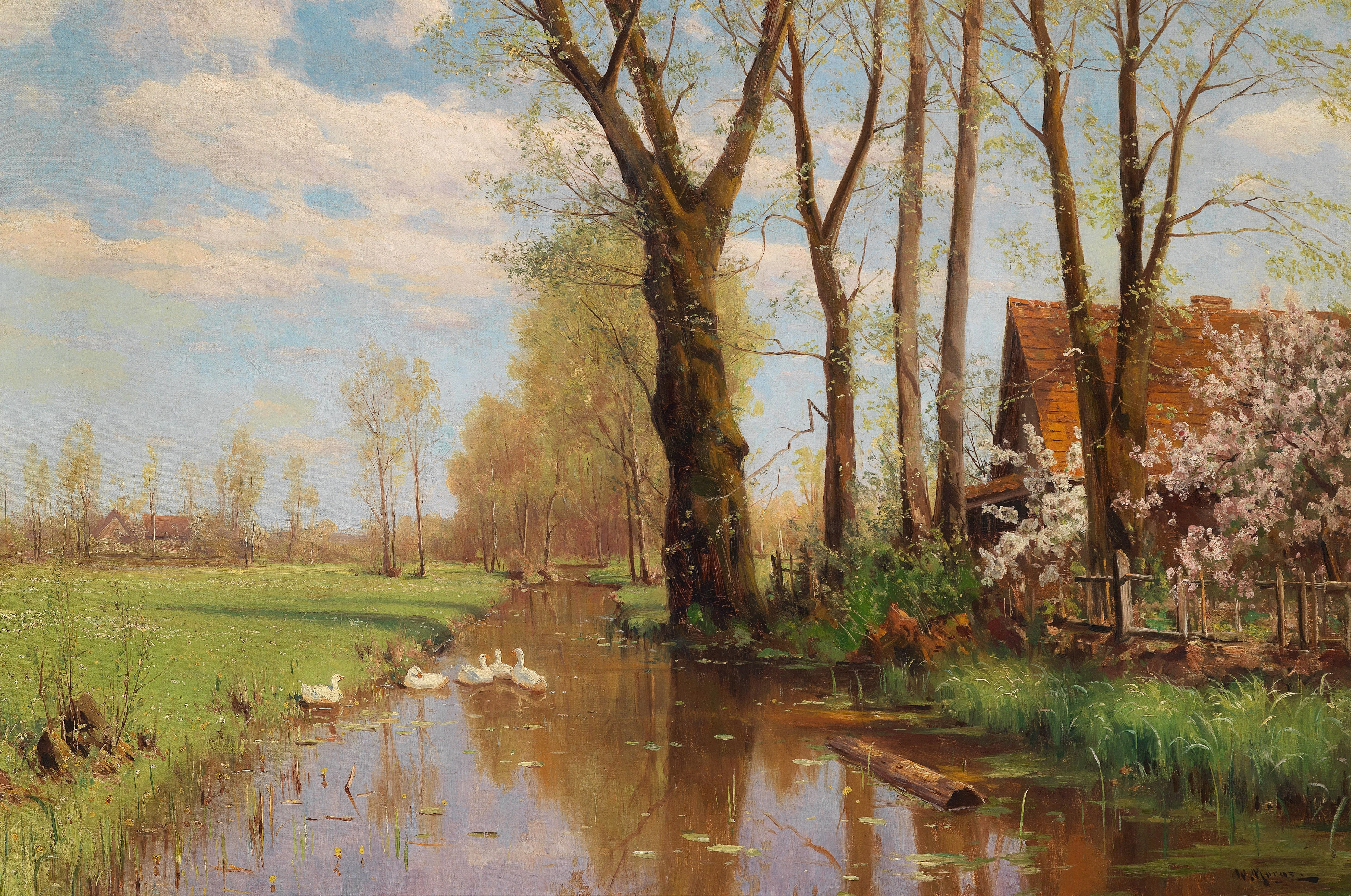
Walter Moras, Sommeridylle, sans date